# Rambah Tengah Hulu
Rambah Tengah Hulu is een bestuurslaag in het regentschap Rokan Hulu van de provincie Riau, Indonesië. Rambah Tengah Hulu telt 2404 inwoners (volkstelling 2010).